# Дубина (Краснопольская сельская община)
Дубина (укр. Дубина) — посёлок, входит в Тепликский район Винницкой области Украины.
Население по переписи 2001 года составляло 49 человек. Почтовый индекс — 23810. Телефонный код — 4353. Занимает площадь 0,02 км². Код КОАТУУ — 523782602.

## Местный совет
23810, Вінницька обл., Теплицький р-н, с. Кивачівка, вул. Молодіжна, 2